# Federación Española de Teatro Universitario
La Federación Española de Teatro Universitario es una agrupación de asociaciones teatrales universitarias españolas sin ánimo de lucro, que inició sus pasos en la década de los sesenta, como un intento de coordinación y dinamización de los diferentes teus —grupos y compañías de teatro universitario— existentes en todo el territorio nacional. 

## Cronología de la Federación
Fundada en 1967 y tras un breve periodo de actividad, con la llegada de la transición y la reconversión de los doce distritos universitarios en nuevas autonomías descentralizadas, la Federación desaparece y no es tras varios intentos en los años noventa por recuperar una entidad que aglutine los diferentes teus y aulas que en 2014 se refunda en el Ateneo de Madrid.
- 1966: Se inician los trámites para su creación tras el I Congreso de Teatro Nuevo de Valladolid.[1]
- 1967: Fundación de la Federación en junio, con sede en la Glorieta de Quevedo nª8. Florencio Arnán es elegido presidente.
- 1968: Traslado de la sede a la Cuesta de Santo Domingo n.º 7.
- 1969: Organización del Festival Palma 68 de teatro universitario.[2]
- 1969: Organización del Festival Palma 69 de teatro universitario.[3]
- 1970: Organización del Festival Palma 70 de teatro universitario.[4]
- 2014: I Encuentro Coloquio de Grupos de Teatro Universitario en la Escuela Técnica Superior de Arquitectura de Madrid (UPM).
- 2014: Refundación de la Federación en el Ateneo de Madrid el 7 de diciembre en el marco del II Encuentro Coloquio. Gastón Gilabert es elegido presidente.
- 2015: Primer mensaje en el Día Mundial del Teatro.
- 2016: Realización del Festival Nacional de Teatro Universitario, en Toledo.[5] Otorga el premio a toda una carrera a José Sanchis Sinisterra.[6]
- 2017: II Festival Nacional de Teatro Universitario, en Toledo.[7] Otorga el premio a toda una carrera a César Oliva.
- 2017: Actos conmemorativos del 50 aniversario de la fundació de la Federación.[8][9]
- 2018: III Festival Nacional de Teatro Universitario, en Toledo.[10] Alberto Rizzo es elegido presidente. Otorga el premio a toda una carrera a Juan Antonio Hormigón.[11]
- 2019: IV Festival Nacional de Teatro Universitario, en Toledo.[12] Otorga el premio a toda una carrera a Ángel Fernández Montesinos.[13]
- 2020: Crea los Premios de Teatro Universitario en Cuarentena a raíz de la pandemia y el cierre de toda actividad universitaria presencial.[14][15]
- 2020: V Festival Nacional de Teatro Universitario en edición virtual.[16][17] Otorga el premio a toda una carrera a Gemma Cuervo.[18]
- 2021: I Concurso de microteatro de teatro universitario en colaboración con Radio Nacional de España.[19]
- 2021: VI Festival Nacional de Teatro Universitario en edición virtual.[20][21] Otorga el premio a toda una carrera a José Luis Alonso de Santos.[22]

## Objetivos de la Federación

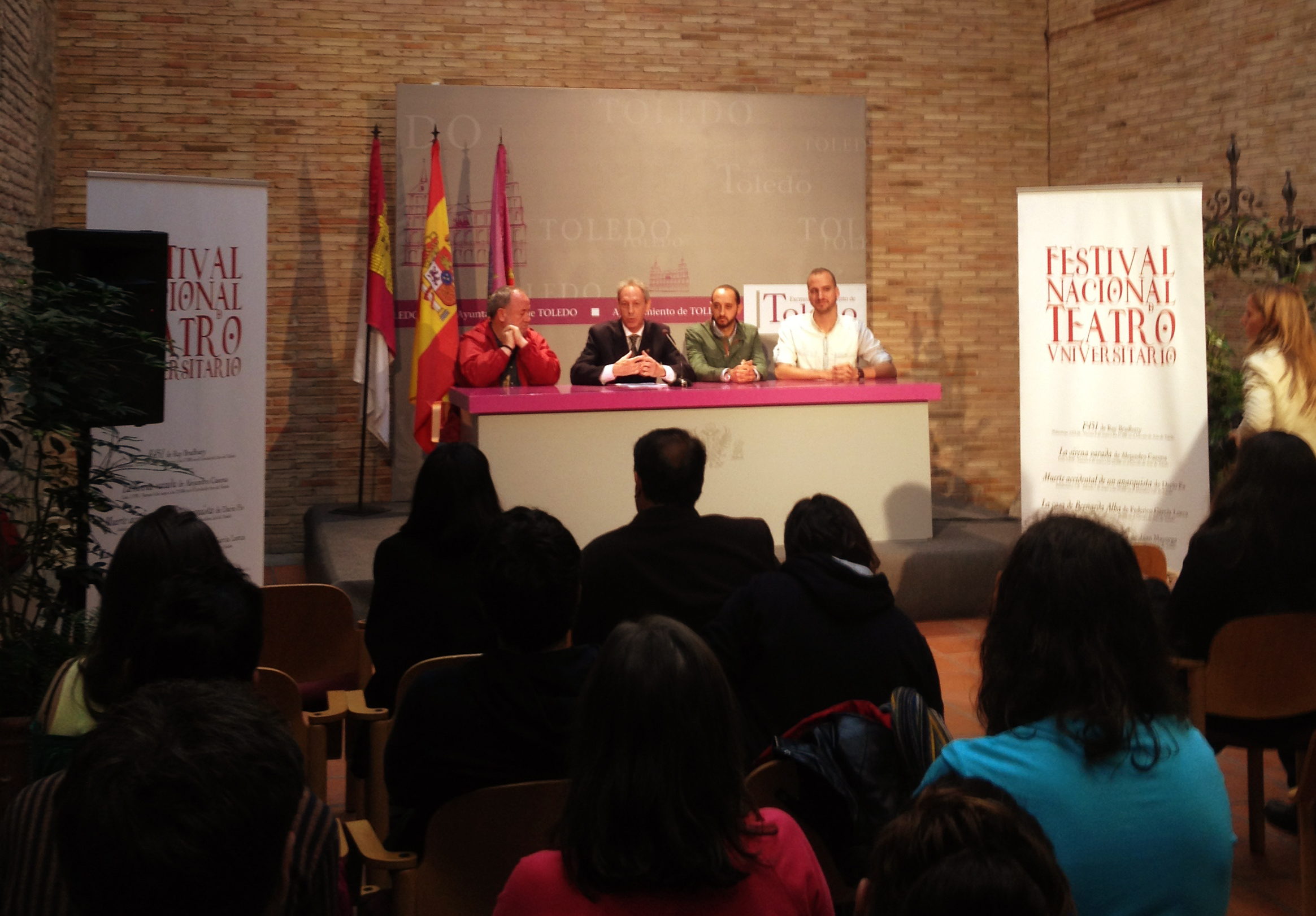
Presentación en el Ayuntamiento de Toledo del Festival Nacional de Teatro Universitario en mayo de 2016.

En el capítulo segundo de los estatutos de la Federación, artículo 6ª, los fines de la misma son:
- Propiciar, promocionar y difundir la actividad teatral universitaria.
- Establecer sinergias e intercambios entre los grupos de teatro universitario.
- Fomentar el mestizaje entre el teatro universitario, el teatro profesional y el teatro aficionado.

Para llevar a cabo sus objetivos la Federación podrá por tanto: organizar festivales, cursos, conferencias, congresos, coloquios, editar publicaciones, restaurar el Premio Nacional de Teatro Universitarios, etc.